# B-ON
B-ON – luksemburski producent elektrycznych samochodów dostawczych z siedzibą w Luksemburgu działający od 2021 roku. 

## Historia
We wrześniu 2021 roku Stefan Krause, pochodzący z Niemiec były wieloletni szef działu sprzedaży BMW, a także menedżer Deutsche Bank i współzałożyciel startupu Canoo, utworzył nowe przedsiębiorstwo. W Luksemburgu powstała firma o nazwie Odin Automotive, która skoncentrowała się na branży elektromobilności. Zamiast rozwijać własną technologię, młoda firma zdecydowała się zainwestować środki w przejęcie istniejącego już motoryzacyjnego oddziału niemieckiego potentata logistycznego Deutsche Post. Pomimo stabilnego popytu, poszukiwano wówczas nowego właściciela dla przynoszącej straty filii StreetScooter, z czego skorzystało Odin Automotive. Jej przejęcie zostało oficjalnie ogłoszone w styczniu 2022, pod koniec tego samego miesiąca oficjalnie wznawiając produkcję elektrycznych furgonetek StreetScooter Work w dotychczasowych niemieckich zakładach w Düren.
W maju 2022 Odin Automotive dokonało rebrandingu, obierając nową spójną identyfikację wizualną dla siebie oraz wytwarzanych produktów. Firma zmieniła nazwę na B-ON, obrała logo ze stylizowaną literą "B" i naniosła je na wytwarzaną rodziną modeli dostawczych. Porzucono dotychczasową markę StreetScooter, którą zredukowano do oddziału serwisującego wyprodukowane już samochody, i przemianowano pojazdy na B-ON Max w przypadku wariantu skróconego oraz B-ON Giga dla wariantu wydłużonego. W lutym 2023 firma ogłosiła plany poszerzenia zasięgu rynkowego o rynek Stanów Zjednoczonych, inaugurując partnerstwo z tamtejszą firmą Karma Automotive. Na 2024 wyznaczono początek produkcji furgonetek w kalifornijskim Moreno Valley. W październiku 2023 podczas Japan Mobility Show B-ON przedstawiło prototyp swojego pierwszego zupełnie nowego modeli opracowany od podstaw, dostawczego Pelkana. Nie utrudniło tego złożenie wniosku o bankructwo miesiąc wcześniej, co zmusiło wstrzymanie produkcji modeli Max i Giga.
W kwietniu 2024 B-ON przedstawiło nowe źródło finansowania poprzez zawarcie współpracy z chińskim koncernem Chery Commercial Vehicle, który udostępnił technologię swojej głównej marki Karry Auto i udzielił licencji na sprzedawanie jego modelu Dolphin w Europie pod nazwą B-ON Pelkan.

## Modele samochodów

### Obecnie produkowane
- Pelkan

### Historyczne
- Max (2022–2023)
- Giga (2022–2023)

### Studyjne
- B-ON Pelkan (2023)